# Frank Armitage
Pour les articles homonymes, voir Armitage.
Frank Armitage, né le 7 février 1924 à Melbourne (Australie) et mort le 4 janvier 2016 à Paso Robles (Californie), est un animateur et illustrateur américain.

## Biographie
Employé par les studios Disney, il a en particulier travaillé sur les films Peter Pan (1953), La Belle au bois dormant (1959), Mary Poppins (1964) et Le Livre de la jungle (1967).

## Filmographie
- 1959 : La Belle au bois dormant
- 1960 : Mister Magoo
- 1961 : The Dick Tracy Show
- 1965 : Girl to Woman
- 1965 : Freewayphobia No. 1
- 1965 : Donald's Fire Survival Plan
- 1967 : Le Livre de la jungle
- 1969 : The Social Side of Health
- 1969 : Steps Towards Maturity and Health